# Oersberg
Oersberg (tiếng Đan Mạch: Ørsbjerg) là một đô thị thuộc huyện Schleswig-Flensburg, trong bang Schleswig-Holstein, nước Đức. Đô thị Oersberg có diện tích 7,09 km², dân số thời điểm 31 tháng 12 năm 2006 là 339 người.